# Кинџиро Шимизу
Кинџиро Шимизу (јап. 清水 金二郎) био је јапански фудбалер.

## Репрезентација
За репрезентацију Јапана дебитовао је 1925. године.

## Статистика
| Јапан  | Јапан | Јапан |
| Год.   | Ута.  | Гол.  |
| ------ | ----- | ----- |
| 1925   | 1     | 0     |
| Укупно | 1     | 0     |